# M60通用機槍
M60通用機槍（英語：United States Machine Gun, Caliber 7.62 mm, M60）是美國制的7.62×51毫米NATO口徑通用機槍。
M60通用機槍是美軍在越南戰場中的制式機槍，作為支援及火力壓制武器，為各西方國家的機槍發展史奠定了基礎。由於火力持久而頗受美軍士兵愛戴，獲多國軍隊採用，甚至在越南戰爭的UH-1直升機機身圖騰上也有M60機槍的蹤影。但隨著多種相同功用機槍的出現及輕兵器小口俓化，M60的設計已顯得過時，除部份特種部隊外，美軍以M240作取代，而M60B/C/D車載型及航空機槍則仍舊使用。

## 歷史
第二次世界大戰後，美國從戰場上獲得為數不少的德軍武器，春田兵工廠從中汲取設計經驗，其中參考FG42傘兵步槍導氣和閉鎖系統及MG42通用機槍的彈鏈式供彈設計，並先後吸收了橋樑工具與鑄模公司的T52計畫與通用汽車公司的T161計畫，兩者結合成新的T161E3機槍（T為美軍武器試驗代號）。
1957年，T161E3在改進後正式命名為M60通用機槍，用以取代當年韓戰時期老舊的M1917重機槍及M1919中型機槍。至越戰初期，M14A1機槍作戰效果欠佳，美軍以M60通用機槍作完全替代。

## 設計
M60通用機槍採用導氣、氣冷、開放式槍栓設計，導氣管固定在可更換的槍管上，由北約7.62×51毫米NATO M13彈鏈供彈，槍管上附有兩腳架，亦可對應M2三腳架及M122三腳架。在調整立式標尺後，可有效命中200米移動點目標及600米靜止點目標，對1500米內目標可提供壓制火力。
然而，M60通用機槍出現了一些無法改良的設計缺憾，包括早期型機匣進彈困難，必須托平彈鏈才能正常發射；长弹链射击故障率高，以致澳大利亚军队改用20发短弹链，但短弹链又会很快用完，导致无法持射击；10.5公斤再加上數百發彈藥及其他裝備，對士兵而言實在過重；只有每分鐘550發的射速比其他機槍的射速低，火力壓制效果不能令人滿意，而且不能調整射速；系统不能调节，导致長時間持續射擊後可能出現失控，如不能射擊或放開扳機仍然繼續射擊的失控情況；早期型槍管更換時須戴石棉防燙耐熱手套，浪費大量時間；两脚架和活塞筒是固定在枪管上，更換槍管時必須把整組氣管、兩腳架和活塞一同拆下，而副射手行軍時背負備用槍管還固定着另一套兩脚架和活塞筒，進一步增加士兵攜行重量。準星也是固定在槍管上的而且是固定準星，所以换一次槍管就得重新歸零。美國海軍陸戰隊的M60最終被M240（美軍的FN MAG）取代。

### 彈藥
M60機槍採用美國軍方的7.62×51毫米M13可散式彈鏈，一般每四發普通彈後配一發曳光彈。
- M80普通彈
- M61穿甲彈
- M62曳光彈
- M63教練彈（訓練用）
- M82空包彈

## 型號

### T161
1952年末正式定名的M60初型。

### M60
原型的M60，1957年開始大量生產及裝備美軍部隊，首次出現在越南戰爭。

### M60E1

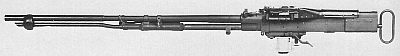
M60E2同軸機槍

M60原型的第一個改進版本，但沒有投產。

### M60E2
為當時美軍坦克（如M48A5、M60巴頓後期型）或裝甲車的同軸機槍而設計，只保留主要槍機及加長槍管，改為電子控制擊發系統。

### M60B
在1960年代至1970年代用於直升機上以人手操作的航空機槍版本。

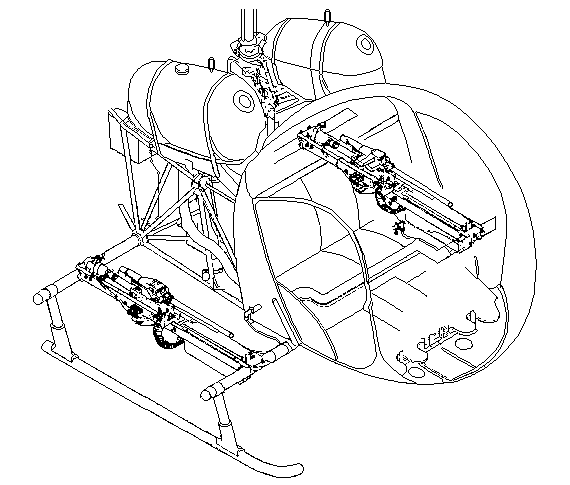
OH-23上的M2武器系統（M60C）

### M60C
1960年代至1970年代用於美軍直升機武器子系統。移除一切不必要部件，以柔性輸彈槽把彈鏈從彈箱送到機槍，改為電子控制擊發系統及液壓驅動。

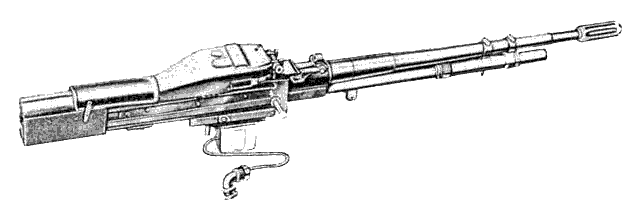
M60C

### M60D

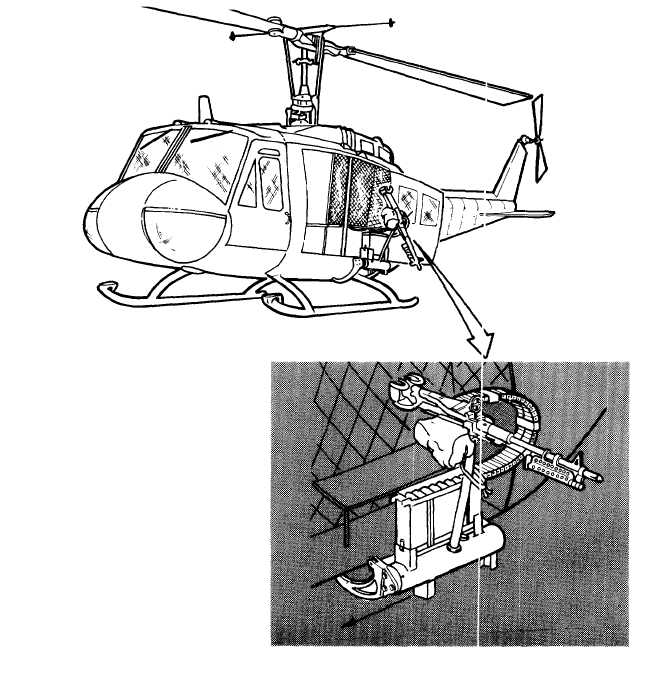
UH-1D上的M60D航空機槍

以人手操作亦可對應直升機武器系統，用於取代M60B航空機槍；主要裝在直升機上的機艙門口、機尾跳板、船上、及軍車上的機槍托架，可由原型M60改成，用來對地攻擊。

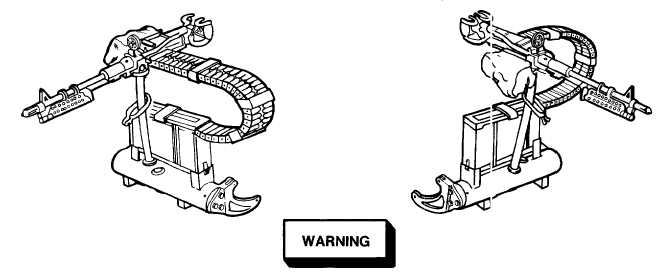
M23直升機武器系統（M60D）

- 改用環型照門
- 移除握把
- 以柔性輸彈槽供彈（美軍直升機武器系統）

### M60E3

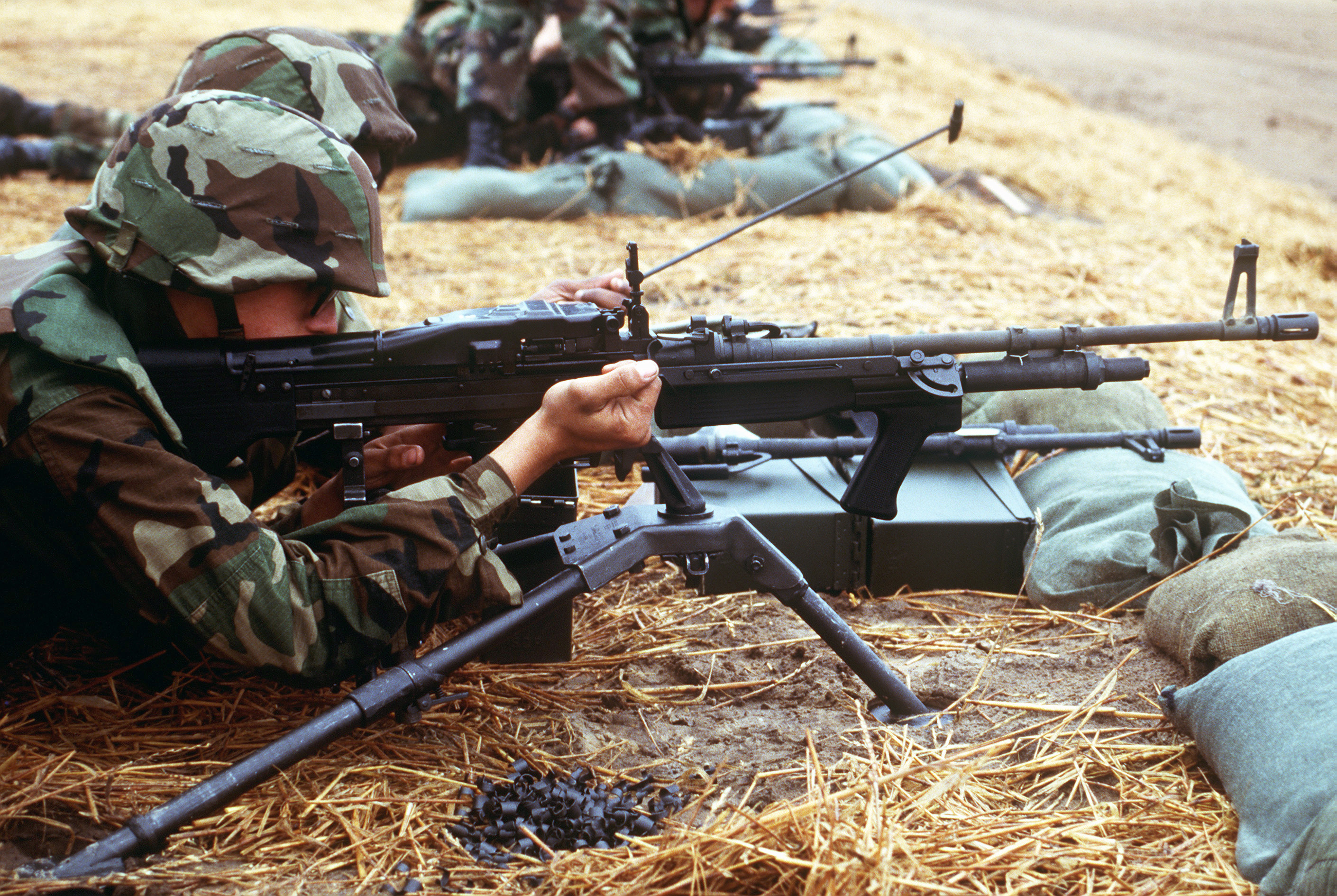
三腳架上的M60E3

出現在1980年代，大量改進及輕量化。但沒有正式採用及大量生產，只小量裝備。
- 改用輕量化槍管
- 改用輕型兩腳架
- 兩腳架改為連接在導氣活塞筒上，腳架不再連在槍管，節省時間及減輕士兵攜行重量
- 可調式凖星，更換槍管不需要重新校正
- 改用新型槍托及前握把
- 槍管護套予以省略

### M60E4及Mk 43 Mod 0/1

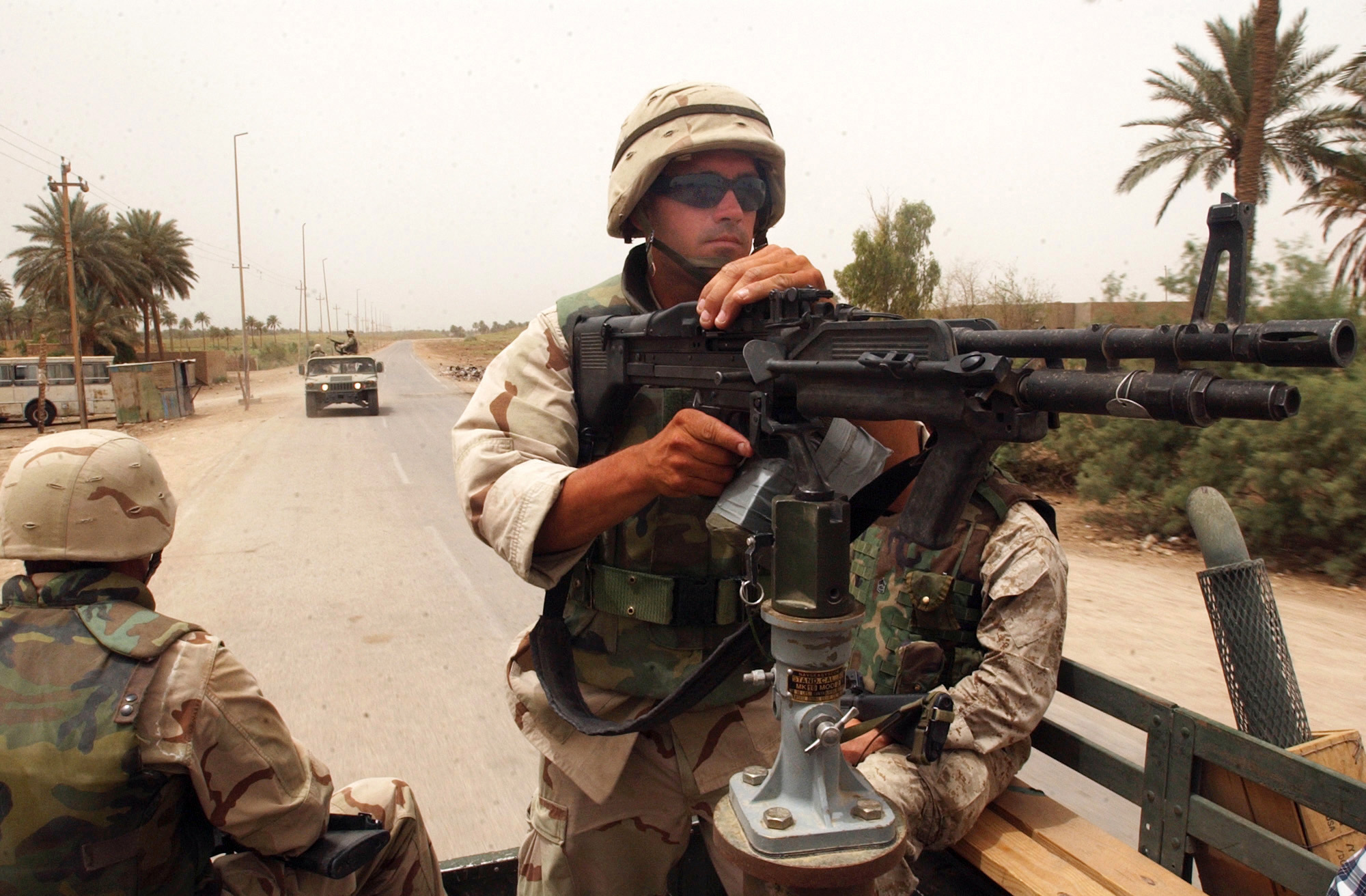
M60E4

M60E4通用機槍是M60通用機槍在1994年的改進型號，改良到M60E4的時候，其實重量已經很接近Mk 48輕量化機槍，也比12.29公斤重量的M240B通用機槍更輕，事實上M60E4通用機槍已經可以當輕機槍使用。
- M60E4（單兵機槍型）：
  - 短槍管—重量：10.2公斤；長度：958毫米
  - 長槍管—重量：10.5公斤；長度：1,077毫米
  - 突擊型槍管—重量：9.9公斤；長度：940毫米
  - 寬度：120毫米
- M60E4（固定型）：
  - 長度：1,105毫米
  - 重量：10.7公斤
  - 寬度：149毫米
- M60E4（固定抽氣型）：
  - 長度：1074毫米
  - 重量：9.6公斤
  - 寬度：120毫米

Mk43 Mod0/1是M60E4的改良型號，在1995年推出，裝備美軍特種部隊，現正被Mk 48 Mod 0取代。
- 新型玻璃纖維增強尼龍護木
- 導氣管口直徑加大

### M60E6

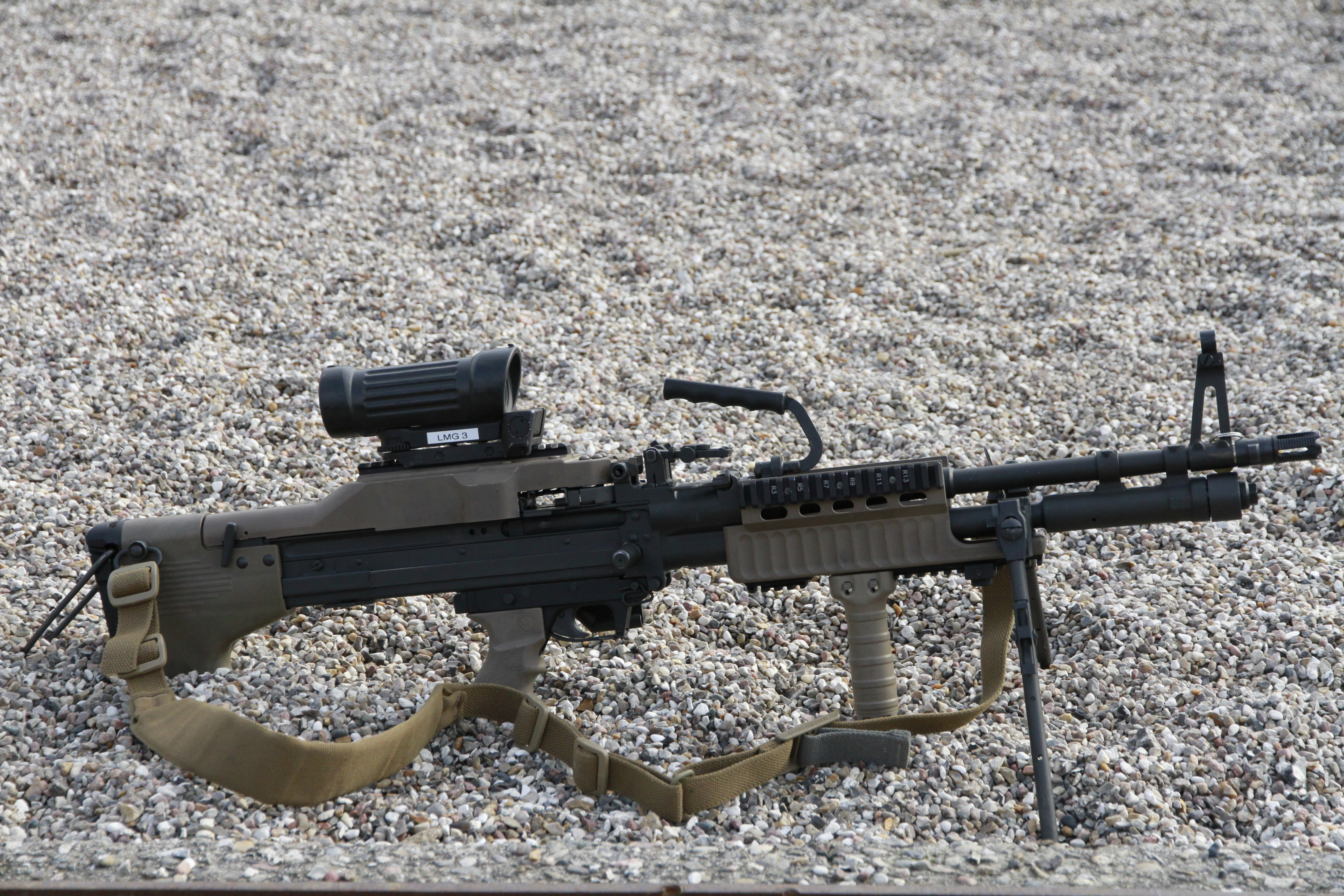
M60E6

美國軍械公司推出的最新改良型，以Mk 43作基礎，並降低了重量。目前已勝出丹麥皇家陸軍的招標，並於2014年末開始交貨。據稱，這批機槍是用來全面取代他們使用了數十年的MG3通用機槍。

### 民用版本
美國本土上現存小量可個人合法擁有及練靶場擁有M60機槍。

## 使用國
- 阿尔及利亚
- [7]

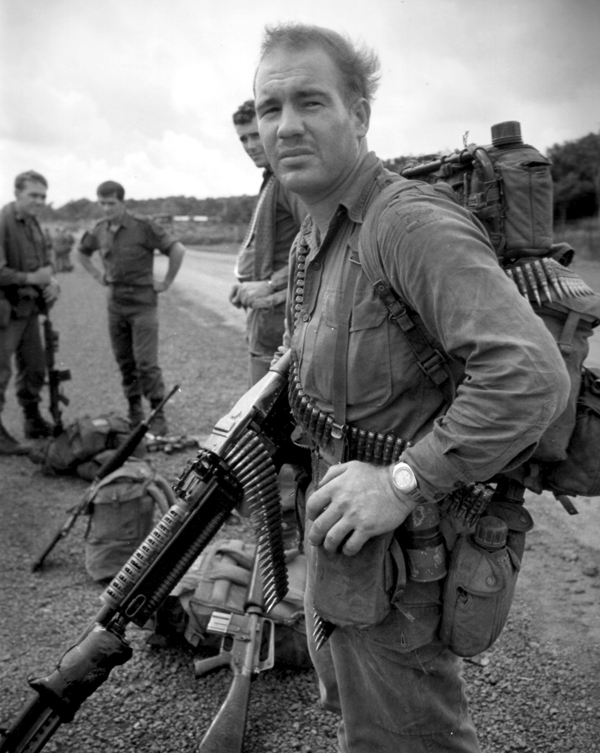
越戰中澳大利亞軍隊的M60及M16A1。

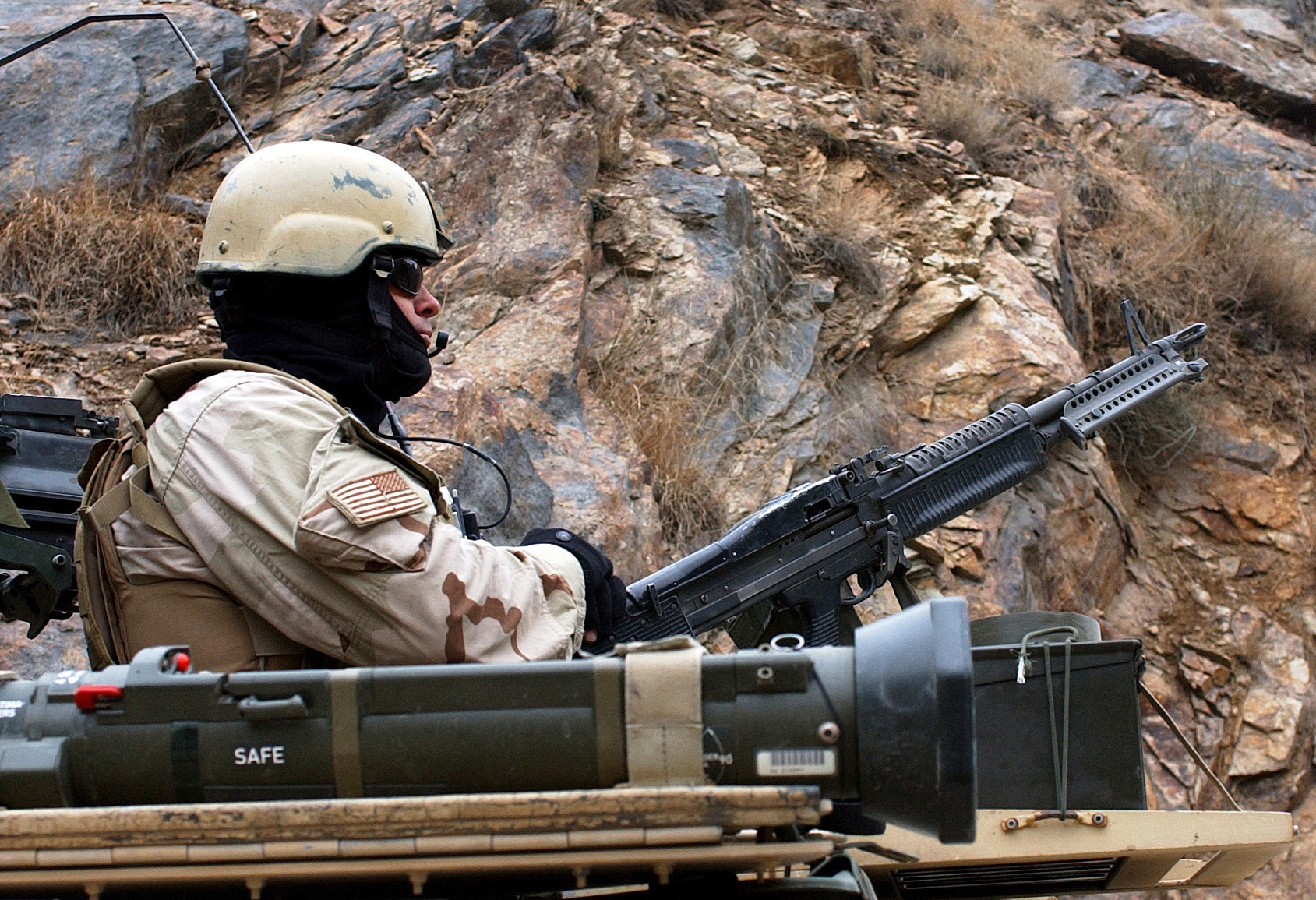
裝在美軍悍馬吉普車上的M60機槍

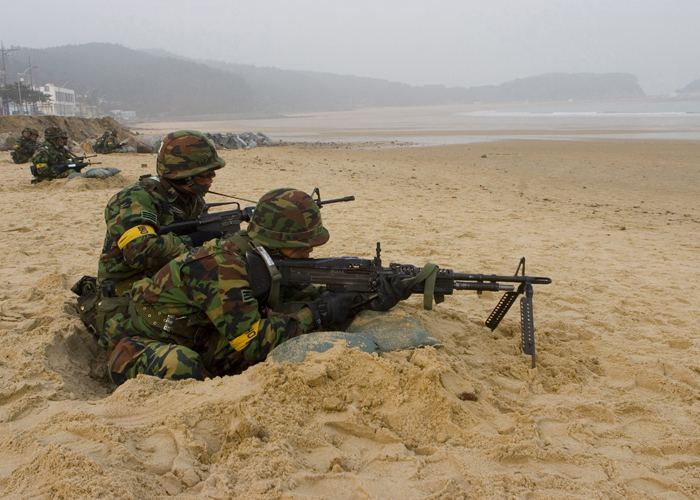
在軍演中使用M60的韓國士兵

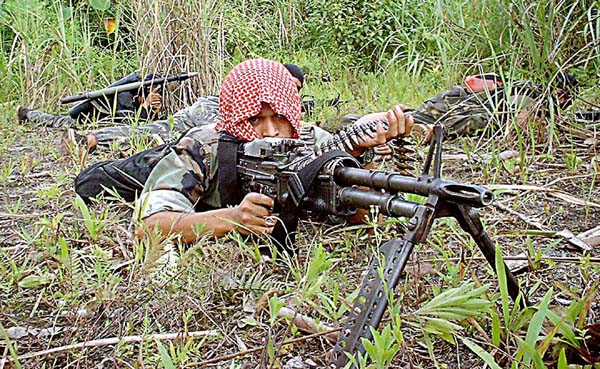
莫洛伊斯蘭解放陣線的戰士使用M60

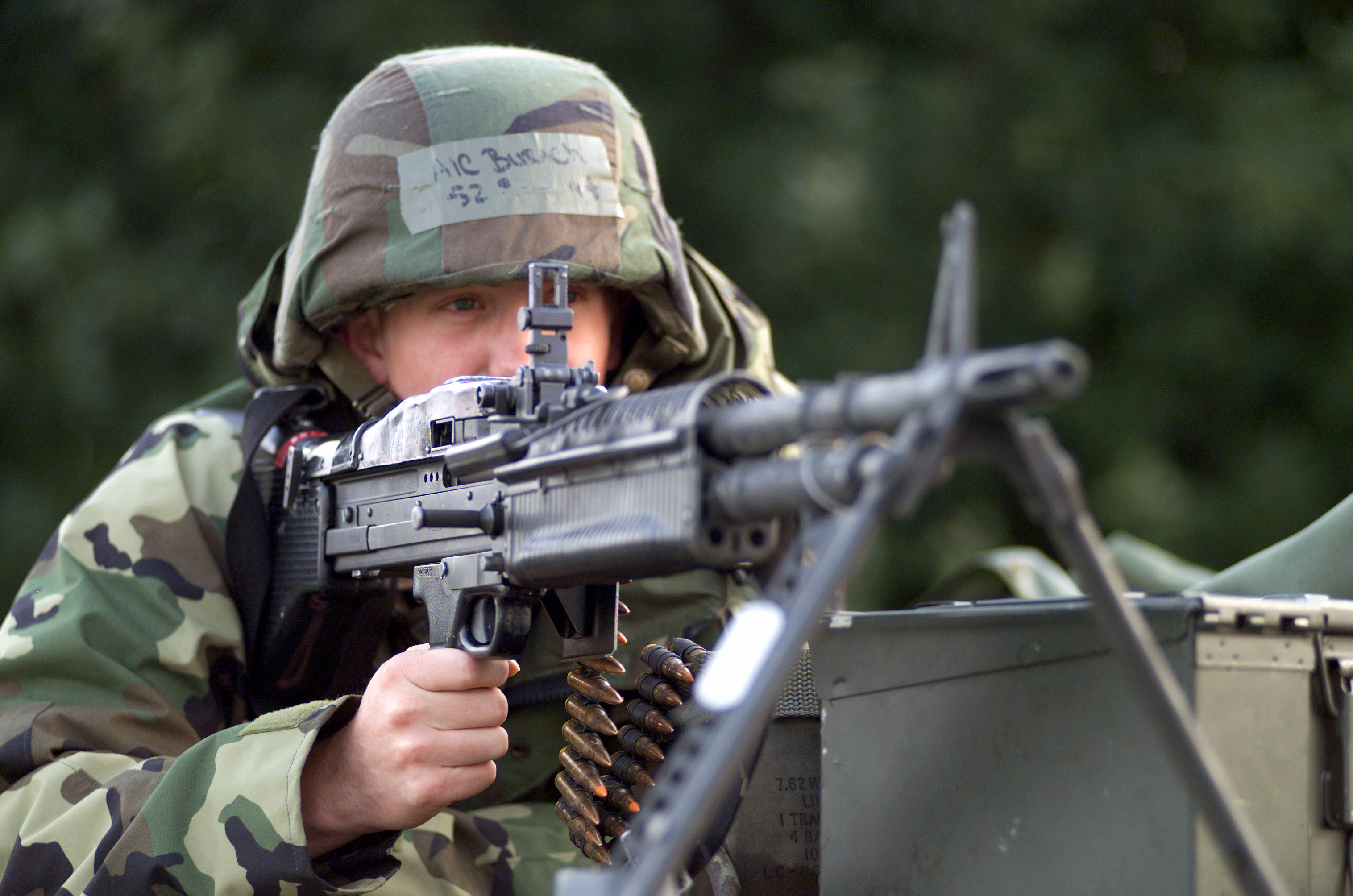
美國空軍人員使用M60

  - 澳大利亞國防軍（已被FN MAG所取代）
- 玻利维亚
- 巴西
- 柬埔寨
- 智利
- 哥伦比亚
- 刚果共和国
- 捷克
  - 捷克陸軍（英语：Czech Land Forces）第601特種部隊群（英语：601st Special Forces Group）（M60E4）
- 丹麦
  - 丹麥皇家陸軍（M60E6）
- 刚果民主共和国
- 薩爾瓦多
- 埃及
- 斐济
- 希腊
  - 希臘武裝部隊特種部隊（M60E4）
- 海地
- 印度
- 印度尼西亞
- 義大利
  - 義大利軍隊特種部隊（M60E4）
- 以色列
  - 以色列國防軍（已被FN MAG所取代）
- 约旦
- 科索沃
- 黎巴嫩
- 利比里亚
- 利比亞
- 立陶宛
- 盧森堡
  - 盧森堡大公國軍（已被FN MAG取代）
- 马来西亚
- 墨西哥
- 摩洛哥
- 荷蘭
- 新西兰
- 尼加拉瓜
- 巴基斯坦
- 巴拿马
- 秘魯
- 菲律賓
  - 菲律賓武裝部隊
- 波蘭
- 葡萄牙
  - 葡萄牙陸軍（英语：Portuguese Army）
- 塞内加尔
- - 大韓民國國軍 （M60、M60E2；在當地生產）
- 南蘇丹
- 越南共和国
  - 越南共和國軍
- 西班牙
- 苏丹
- 中華民國：1968年開始生產仿M60通用機槍的57式機槍，但因美方未能完全提供技術支援導致相比品質較差，尤其是槍管隔熱問題，聯勤205兵工廠唯有把槍管內壁加厚來解決，現今57式已被T74排用機槍（仿比利時FN MAG通用機槍）取代，多數已除役或封存。
  - 中華民國國軍（T57；現已被T74所取代）
  - 海洋委員會海巡署
- 泰國
  - 泰國皇家軍隊
- 千里達及托巴哥
- 突尼西亞
- 土耳其
- 乌干达
- 乌克兰：俄羅斯入侵烏克蘭期間自軍援獲得M60D及M60E4，來源不詳。
  - 烏克蘭武裝部隊
- 阿联酋
- 英国
  - 英國皇家空軍（安裝於直升機上）
- 美国
  - 美國軍隊（M60、M60E2、M60E3、M60D；正逐步被M240所取代）
    - 美國特種作戰司令部
      - 美國海軍三棲特戰隊（M60E4命名為Mk 43 Mod 0及Mk 43 Mod 1、M60E6）

  - 美國緝毒局海外部署及顧問支援隊（M60E4）
  - 聯邦調查局人質拯救隊（M60E3；在韋科事件中使用）
  - 部份地方警察部門
- 委內瑞拉
- 越南
  - 越南人民軍（M60；越南戰爭期間繳獲自美軍及繼承自前南越政權。由於零件短缺所以只用於儲備）
- 葉門

## 流行文化

### 影集
- 2013年—《絕命毒師》：在第五季最後一集，被主角華特·懷特（海森堡）改裝成遙控機槍以後安裝在後車廂裡，並用此滅了傑克的團伙。

### 電影
- 1968年—《绿色贝雷帽》：由美國陸軍特種部隊所使用。
- 1979年—《现代启示录》：作为船载机枪安置在主角所坐的快艇上。
- 1982年—《第一滴血》：由主角約翰·藍波（飾演）於軍用貨車裡取得並用在故事高潮中。M60也因該電影的知名度而被影迷们命名为“藍波之枪”。
- 1984年—：主角鮑達克架設在快艇上的配槍。
- 1985年—《第一滴血續集》：型號為M60E3，由約翰·藍波（飾演）從繳獲的武裝直升機上取得，並用於拯救美軍戰俘。後來在他回到美軍基地以後，為了洩憤而用該機槍破壞裡面的器材，直到子彈耗盡後將其扔棄。
- 1986年—《前進高棉》
- 1987年—《金甲部隊》：型號為M60，由派往越南作戰的美國海軍陸戰隊隊員所使用。
- 1987年—《汉堡高地》
- 1989年—《懲罰者》：由主角懲罰者（法蘭克·卡索）（道夫·龍格爾飾演）本電影出現的此种机枪，可以與M203榴彈發射器連接。
- 1991年—：僅出現在軍火庫一幕中，沒被使用。
- 1994年—《阿甘正传》
- 1994年—：型號為M60E3，由美軍特種部隊所使用。
- 1995年—《哥吉拉vs戴斯特洛伊亞》：由特殊急襲部隊改造成火焰噴射器，用來對付幼體戴斯特洛伊亞。
- 2002年—《黑鷹計劃》：型號為M60，由美國陸軍第75遊騎兵團的士兵和索馬里叛軍所使用。
- 2002年—
- 2003年—：型號為M60E4和M60D：
  - M60E4由海豹突擊隊員占士·"紅"·艾堅斯（科爾·豪瑟飾演）和丹尼“醫生”凱利（保羅·弗朗西斯飾演）所使用。
  - M60D架設在SH-60B海鷹直升機上。
- 2004年—《惡靈古堡2：啟示錄》：型號為M60，由一名S.T.A.R.S.隊員在攻擊喪屍時手攜使用。
- 2005年—：由於M60在藍波系列電影聲名大噪，片中虛構的賴比瑞亞總統之子小安德烈·巴蒂斯特（Sammi Rotibi飾演）要求主角尤里·奧洛夫（尼古拉斯·凱奇飾演）幫他帶一挻回賴比瑞亞，並且在前往塞拉利昂提供軍火給革命聯合陣線期間被他拿來把玩過。
- 2005年—《美国战士（英语：American Soldiers）》
- 2008年—：作為拍攝電影的道具登場。
- 2009年—：型號為M60D，架設於人類抵抗軍的直升機以上，並且由約翰·康納（克里斯汀·貝爾飾演）所使用。
- 2015年—《戰狼》：型號為M60E4，由「瘋牛」所使用，命名为「Mk 43通用机枪」，但在武器特辑中错误的配上了M249 Para的图片。
- 2016年—《湄公河行動》：由糯卡和金三角地區販毒份子所使用。
- 2017年—：型號為M60E6，在電影後半段由美國海軍海豹突擊隊所使用。

### 電子遊戲
- 2000年— 《命令与征服：紅色警戒2》：为盟军大兵部署状态使用的機槍。
- 2002年—：手持或是固定於特定地點，多人連線版的更換子彈速度較單機版慢。
- 2003年—：型號為M60，只在單人模式可用，載彈量100發，於刪除片段（Delete Scenes）中數個關卡中可由玩家使用，其餘均為友方或敵方NPC所使用。
- 2003年—：命名為「HM60E3」和「HM60E4」。
- 2007年—：型號為M60E4，載彈量100發，使用啞黑色槍身與橄欖色彈箱，並能夠通過武器強化系統升級的兩種強化型。港台地區於2010年12月7日推出，命名為「征服者」；中国大陆地區於2010年12月8日推出，命名為「掠食者」。另外亦有兩種改進版：
  - Balrog-VII：2012年增加的版本，槍身由紅與黑兩種顏色組成，並加裝M145 MGO瞄準鏡以及如蠍子般的裝飾於槍身之上。使用虛構的7.62 AHE爆破子彈，大約每10發子彈會有一發在著彈點發生小型爆炸，彈匣加大為120發。港台地區於2012年7月17日配合“災厄的第二章之最終章”推出，命名為「赤獄魔龍」；中國大陸地區已於2012年7月18日推出，命名為「炎魔」。
  - Balrog-VII BLUE Version：最早於韓國版2014年7月24日時推出，為Balrog-VII的藍色槍身版，槍身由藍與黑兩種顏色組成，並加裝M145 MGO瞄準鏡以及如蠍子般的裝飾於槍身之上。同樣使用虛構的7.62 AHE爆破子彈，大約每10發子彈會有一發在著彈點發生小型爆炸，彈匣加大為120發。
- 2007年—《穿越火线》
- 2007年—及重製版：型號為M60E3，錯誤地命名為「M60E4」，載彈量100發。於戰役模式關卡“Game Over”當中由一名極端民族主義黨武裝份子所使用，聯機模式時於等級19解鎖。
- 2008年—：在短暫之時（The Passing）戰役上可由倖存者所使用，伤害高但弹药数量有限且无法补充弹药；相關突變模式：Gib Fest!（血肉橫飛）之中倖存者可使用無限子彈的M60。
- 2008年—：型號為M60。
- 2010年—《2》：型號为M60，多人联网时医疗兵职业可使用的机枪之一，25000pt可解锁，参照了二战MG42的属性，全自动，威力高，射速低。
- 2010年—：型號為M60E3，命名為「M60」，載彈量100發，奇怪地在1960年代出現配備從機匣頂部的導軌安裝的Troy（英语：Troy Industries）後照準器，而且被前後倒置的安裝。於戰役模式時由美國海軍陸戰隊、美軍援越司令部研究觀察團、美國中央情報局特別活動部和美國陸軍所使用（有時會裝在直升機上作為固定武器），聯機模式時於等級21解鎖，並可使用ACOG光學瞄準鏡、紅點鏡、反射式瞄準鏡、紅外線探測式瞄具、前握把和增大容量彈箱（增至200發）。
- 2010年—《榮譽勳章》：型號為Mk 43 Mod 1，單人模式時由AFO海神隊員「巫師」所使用，后因肩部摔伤而交予玩家角色「野免」。聯機模式時為聯軍支援兵可用武器。
- 2011年—：型號為M60E3，錯誤地命名為「M60E4」，以100發M13彈鏈裝在紙皮彈箱內供彈。於戰役模式中由非洲武裝民兵所使用，在聯機模式時則於等級72解鎖，並可使用紅點鏡、ACOG光學瞄準鏡、全息瞄準鏡、熱能探測式瞄具、前握把、射速增加、消音器和增大容量彈箱（增至200發）。在生存模式時於等級12解鎖，價錢為$7000。
- 2011年—《3》：型號為M60E4，以100發彈箱供彈，於多人連線模式使用此武器擊殺30名敵人可獲得擴充彈匣，彈葯量增加至200發，支援兵分數達到130,000分時可解鎖此武器。
- 2012年—《II》：型號為M60E3，命名為「M60」，配備從機匣頂部的導軌安裝的Troy（英语：Troy Industries）後照準器，但被前後倒置的安裝。只在戰役模式登場，由巴拿馬國防軍和美軍部隊所使用，並於玩家完成“舊傷”關卡以後解鎖。能夠使用：反射式瞄準鏡、ACOG瞄準鏡、抑制器、延長彈匣、前握把、射速增加。
- 2012年—《戰爭前線》：型號為M60E4，命名為“M60E4”，以200發彈箱供彈，為步槍手專用武器，K点购买，可以改裝槍口配件（通用消音器、突击消音器、突击制退器）、战术导轨配件（通用握把、突击握把、突击握把架、机枪双脚架）以及瞄准镜（EOTECH 553全息瞄准镜、绿点全息瞄准镜、ELCAN SpecterDS瞄准镜、红点瞄准镜、步枪高级瞄准镜、Trijicon ACOG瞄准镜）。擁有Mk-60未來風格改裝版本，強化威力與射程，並且增加對生化殭屍的傷害。
- 2013年—《4》：资料片「再次進擊」（Second Assault）武器之一。型號為M60E4，命名為「M60-E4」（中文版則命名為「M60-E4輕機槍」），以100發彈箱供彈。聯機模式時於完成小任務「塵捲風」以後才能解鎖，被歸類為轻机枪。
  - 另有M60-ULT為戰鬥拾取槍械，於地圖「暴發行動」中登場，以150發彈箱供彈並發射爆裂彈，但無法使用瞄具和沒有備用彈藥。
- 2014年—《藍波：電子遊戲（英语：Rambo: The Video Game）》：型號為M60及M60E3。
- 2017年—《硝云弹雨》：型号为M60，作为“坦克”职业初始武器之姿出现，命名为“切割者”，加装全息瞄准镜，使用84发M13弹链供弹。
- 2017年—《風起雲湧2：越南（英语：Rising Storm 2: Vietnam）》：型號為M60，由美軍陣營所使用。
- 2018年—《5》：為M60E4及M60，前者命名為“M60”，除玩家可使用外也普遍的由敵方機槍手所使用，也安裝於載具和據點作為固定武器。後者命名為「M60-V」，為DLC追加武器。
- 2019年—
- 2020年—《決勝時刻：黑色行動冷戰》：型號為M60，命名為“M60”，載彈量75發。在戰役模式於越戰回憶關卡中由玩家角色“鈴”所使用。
- 2021年—《戰地風雲2042》：型號為M60及M60E4，作為戰地風雲入口的武器登場。
- 2023年—《蔚藍檔案》：黑崎小雪的固有武器『「銃」來』原型。

### 動漫
- 2002年—：由暴力教會實習神父李卡德所使用。
- 2013年—《噬血狂襲》：由男主曉古城的父親曉牙城所使用。

### 輕小說
- 2011年—：由巴斯克維爾（小隊）隊員星伽白雪所使用（輕小說第十集的封面即是星伽白雪拿著M60的全身照）。
- 2014年—《刀劍神域外傳Gun Gale Online》：型號為M60E3，由“ZEMAL”小隊的“篠原”所使用。

## 外部連結
- （英文）—US Ordnance頁面—M60 （页面存档备份，存于）
- （中文）—槍炮世界—M60系列 （页面存档备份，存于）